# Ludovico Podocathor
Ludovico Podocathor (ur. w 1429 w Nikozji, zm. 25 sierpnia 1504 w Mediolanie albo Rzymie) – grecki kardynał.

## Życiorys
Urodził się w 1429 roku w Nikozji. Studiował we Włoszech, grekę, łacinę, filozofię i medycynę. Po studiach powrócił do Grecji, jednak w 1478 roku na stałe osiadł w Italii, gdzie został rektorem Uniwersytetu Padewskiego i osobistym lekarzem kardynała Rodriga Borgii. 14 listopada 1483 roku został wybrany biskupem Capaccio. 28 sierpnia 1500 roku został kreowany kardynałem prezbiterem i otrzymał kościół tytularny Sant'Agata alla Suburra. W 1503 roku zrezygnował z diecezji Capaccio i został mianowany arcybiskupem Benewentu. Nigdy nie objął archidiecezji, a na początku 1504 roku został jej administratorem apostolskim. Zmarł 25 sierpnia 1504 roku w Mediolanie albo Rzymie.